# Fjärilssatsen
Fjärilssatsen[källa behövs] är ett resultat från den Euklidiska geometrin.

## Sats
Låt M vara mittpunkten av en linje PQ i en cirkel genom vilken två andra linjer AB och CD dras. AD och BC skär linjen PQ på X och Y på motsvarande sätt. Då är M mittpunkten av XY.

## Bevis

### Bevis 1 (Coxeter och Greitzer)

Bevis för fjärilsstatsen

Rita ut linjerna {\displaystyle XX'\,} och {\displaystyle XX''\,} vinkelräta från {\displaystyle AM\,} respektive {\displaystyle DM\,} till {\displaystyle X\,}.
På samma sätt rita ut {\displaystyle YY'\,} och {\displaystyle YY''\,} vinkelrätt från {\displaystyle BM\,} och {\displaystyle CM\,} till {\displaystyle Y\,}.
Nu, eftersom
{\displaystyle \triangle MXX'\sim \triangle MYY',\,}
{\displaystyle {MX \over MY}={XX' \over YY'},}
{\displaystyle \triangle MXX''\sim \triangle MYY'',\,}
{\displaystyle {MX \over MY}={XX'' \over YY''},}
{\displaystyle \triangle AXX'\sim \triangle CYY'',\,}
{\displaystyle {XX' \over YY''}={AX \over CY},}
{\displaystyle \triangle DXX''\sim \triangle BYY',\,}
{\displaystyle {XX'' \over YY'}={DX \over BY},}
Från de föregående ekvationerna kan man se att
{\displaystyle \left({MX \over MY}\right)^{2}={XX' \over YY'}{XX'' \over YY''},}
{\displaystyle {}={AX\cdot DX \over CY\cdot BY},}
{\displaystyle {}={PX\cdot QX \over PY\cdot QY},}
{\displaystyle {}={(PM-XM)\cdot (MQ+XM) \over (PM+MY)\cdot (QM-MY)},}
{\displaystyle {}={(PM)^{2}-(MX)^{2} \over (PM)^{2}-(MY)^{2}},}
eftersom {\displaystyle PM\,} = {\displaystyle MQ\,}
Nu,
{\displaystyle {(MX)^{2} \over (MY)^{2}}={(PM)^{2}-(MX)^{2} \over (PM)^{2}-(MY)^{2}}.}
Det bevisar
{\displaystyle MX=MY,\,} alltså att {\displaystyle M\,} är mittpunkten av {\displaystyle XY.\,}

### Bevis 2 (Shklyarsky)

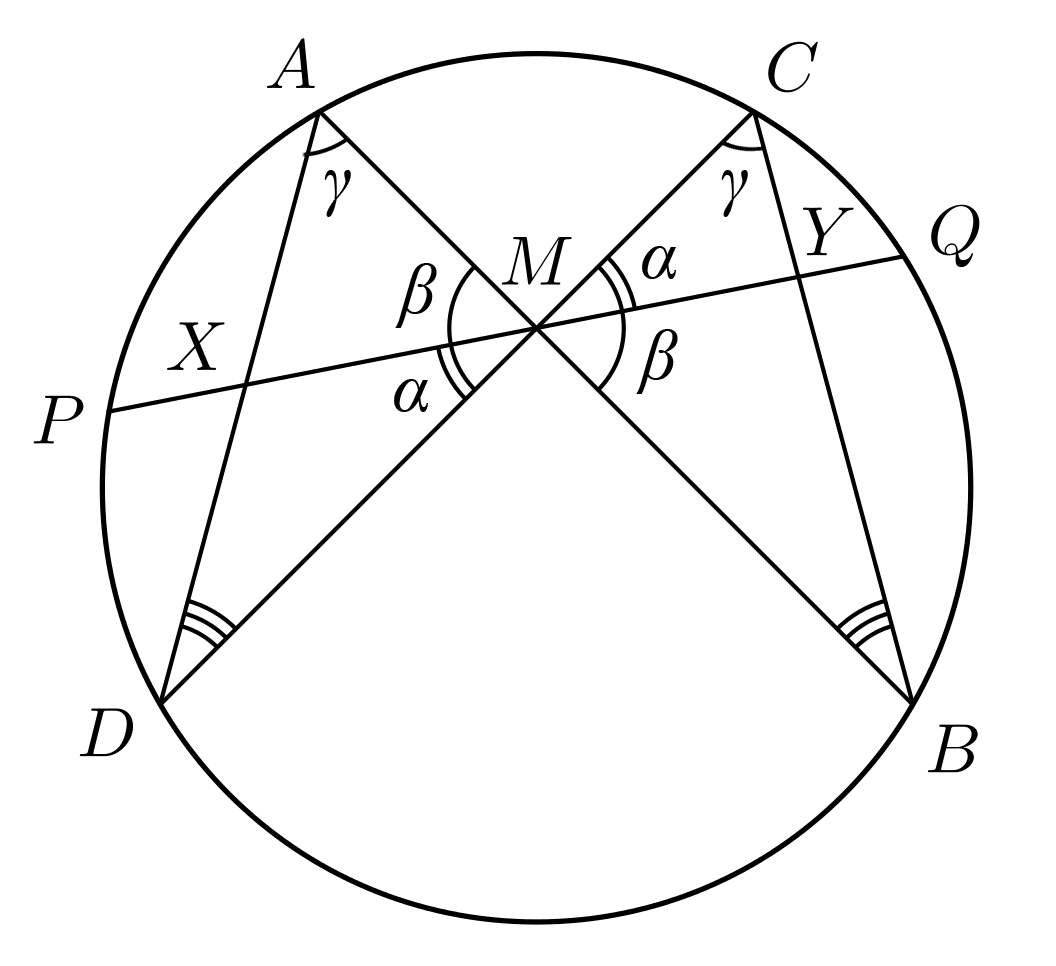

Låt {\displaystyle x=XM\,} och {\displaystyle a=PM\,}.
Som i Bevis 1, 
{\displaystyle AX\cdot XD=PX\cdot XQ\,}
{\displaystyle =a^{2}-x^{2}.\,}

Kolla på triangeln {\displaystyle \triangle DXM}. Enligt sinussatsen får vi
{\displaystyle DX={\frac {x\sin \alpha }{\sin(180-(\alpha +\beta +\gamma ))}}\,}
{\displaystyle ={\frac {x\sin \alpha }{\sin(\alpha +\beta +\gamma )}}\,}
Och triangeln {\displaystyle \triangle AXM}
{\displaystyle AX={\frac {x\sin \beta }{\sin \gamma }}\,}
vilket leder till
{\displaystyle AX\cdot DX={\frac {x^{2}\cdot \sin \alpha \cdot sin\beta }{\sin \gamma \cdot \sin(\alpha +\beta +\gamma )}}=a^{2}-x^{2}.\,}
Nu kan vi bryta ut {\displaystyle x^{2}}:
{\displaystyle x^{2}={\frac {a^{2}\cdot \sin \gamma \cdot \sin(\alpha +\beta +\gamma )}{\sin \alpha \cdot \sin \beta +\sin \gamma \cdot \sin(\alpha +\beta +\gamma )}}\,}
Eftersom det uttrycket är symmetriskt i {\displaystyle \alpha } och {\displaystyle \beta } kommer vi få exakt samma resultat ifall vi skulle upprepa härledningen för segmentet {\displaystyle y=MY}. Därför är {\displaystyle x=y}